# Ngchemiangel
Ngchemiangel ist ein Ort im administrativen Staat (Verwaltungsgebiet) Aimeliik der westpazifischen Inselrepublik Palau und befindet sich im Südwesten der Hauptinsel Babelthuap.

## Geographie
Der Ort liegt im Gebiet von Bkurrengel, zentral an der Küste von Aimeliik. Er befindet sich an der Nordküste der Ngchemiangel Bay (Debel Ngchemiangel), nordwestlich der Mündung des Kamyangel (Fluss).
Die Landschaft wird überwiegend von Dschungel geprägt. Im Süden liegt der Anleger Ngchemiangel Pier, der sich in die Bucht erstreckt und ein wichtiger Handelsknoten ist. Folgt man dem Fluss nach Osten, kommt man bei Ngedebech zu den prähistorischen Anlagen von Ked Ra Ngchemiangel (Kayangel Terraces).